# Comuna Selîșce, Nosivka
Selîșce (în ucraineană Селище) este o comună în raionul Nosivka, regiunea Cernihiv, Ucraina, formată din satele Kîselivka, Rozdolne și Selîșce (reședința).

## Demografie
Componența lingvistică a comunei Selîșce
     Ucraineană (98,94%)
     Alte limbi (1,06%)
Conform recensământului din 2001, majoritatea populației comunei Selîșce era vorbitoare de ucraineană (98,94%), existând în minoritate și vorbitori de alte limbi.